# Karuna (sanskrit)
Pour les articles homonymes, voir Karuna.
Karuṇā (IAST ; devanāgarī : करुणा) en pāli et en sanskrit, en tibétain : སྙིངརྗེ, Wylie : snying-rje, THL : Nyingje ; traduit en français par compassion ou « tendresse, affection », est au cœur de la pensée bouddhiste en général, et du bouddhisme mahāyāna en particulier. C'est l'un des Quatre Incommensurables (apramāna), appelés aussi Résidences de Brahma (brahmavihāra).

## Dans le theravāda
On trouve mention de la compassion en au moins deux usages distincts dans le bouddhisme theravāda. Le premier est lié au Bouddha Śākyamuni , puisque celui-ci est né par compassion pour le monde. En effet, la tradition véhiculée par les textes canoniques veut que, après avoir atteint l'éveil, Śākyamuni ait hésité à enseigner et que finalement il le fit, mais uniquement par compassion pour les êtres. Le second usage s'applique aux moines. Dans ce cadre, la compassion est le plus souvent comprise comme un des Quatre incommensurables (apramāṇa). Karuṇā est alors associé aux trois autres incommensurables: la bienveillance (maitrī), l’équanimité (upekṣā) et la joie (muditā). Ces sentiments ou pensées constituent la base d’un exercice spirituel dont le but est de réduire des pensées nuisibles. La compassion, en particulier, s'attache à réduire la nuisance (vihiṃsā).

## Dans le mahāyāna
Notion fondamentale du mahāyāna, la compassion doit être mise en lien avec la notion de bodhisattva (être [destiné à] l'éveil) et de bodhicitta, l'esprit d'éveil. Le bodhisattva est une personne qui fait le vœu d’atteindre l’éveil (bodhi) et de ne pas abandonner les êtres à leurs souffrances mais au contraire de consacrer toute son énergie à les aider à trouver le moyen d’y échapper. « Ayant compris que le monde entier est consumé de la sorte par les flammes du feu de la souffrance, [le bodhisattva] fera la réflexion suivante : “Tout comme je n'aime pas la souffrance, les autres non plus ne l'aiment pas”, et il cultivera la pitié (kṛpā) envers tous les êtres sans exception ». Ainsi, contrairement au theravāda, la quête du mahāyāna est moins le nirvana que l’éveil. Sur le long chemin de l’éveil, grâce à l’exercice de la notion de vacuité (śūnyatā), le bodhisattva parviendra progressivement à voir que les êtres et les choses n'ont pas d'existence propre, pas d'existence en eux-mêmes. Dès lors, il n'y a plus, à proprement parler, d’être particulier pour qui le bodhisattva pourrait compatir, celui-ci manifeste une compassion spontanée et inconditionnelle qui ne se fixe plus sur un sujet particulier ; il ne s’agit plus d’un sentiment éphémère mais un état de vie. On parle alors de grande compassion (mahākaruṇā).

## Personnification et représentation dans le bouddhisme
Śākyamuni, le bouddha historique, est traditionnellement considéré comme un bouddha de compassion. Avalokiteśvara, dont le nom signifie « seigneur qui regarde vers le bas » (tibétain Chenrezig, japonais Kannon) est un bodhisattva associé à la compassion. Dans la tradition tibétaine, le Dalaï-lama est considéré comme une incarnation de Chenrezig.